# 塞諾省
塞諾省（法語：Séno）是布基納法索薩赫勒大區東部的一個省，面積6,863平方公里。2006年人口264,815人。首府多里。
本區下轄六縣。